# De fortabte børns by
De fortabte børns by (Fransk originaltitel: La Cité des enfants perdus) er en fransk fantasy-film instrueret af Marc Caro og Jean-Pierre Jeunet fra 1995. Filmen minder stilistisk om især makkerparrets tidligere film, Delicatessen.

## Handling
Filmen handler om en gal videnskabsmand, Krank (Daniel Emilfork), der lever på en boreplatform i havet lidt uden for en surreel fransk by sammen med seks dværge og en hjerne i et akvarium. Krank har kidnappet børn for at studere deres drømme, da han ikke selv er i stand til at drømme og håber på at kunne lære det ved studierne. Hans manglende evne til at drømme har gjort ham bitter og gammel før tid. 
For at få fat i de mange børn har Krank hyret en kult, kaldet Cyclops, der består af blinde mænd, der har fået indsat et mekanisk øje og går rundt med udstyr, der gør deres hørelse hypersensitiv. Dette giver dem en lang række muligheder, men også en lang række problemer, når høje lyde pludselig opstår, som det sker flere gange i filmen. 
I løbet af filmen finder man ud af, at Krank, de seks dværge og hjernen i akvariet alle er skabt af en opfinder; fem af de seks dværge er opfinderens kloner, men lider desværre af sovesyge, den sjette skulle have været opfinderens brud, men blev desværre meget lille og hjernen i glasset skulle have været hans intelligente samarbejdspartner, men lider desværre af permanent migræne. Alle opfinderens skabninger er altså ikke lykkedes helt efter planen. Opfinderen og hans fem kloner spilles af Dominique Pinon.
Filmen begynder med, at en mand, der optræder på gaden som stærk mand, One (spillet af Ron Perlman), er vidne til, at en hjemløs dreng, Denree, bliver kidnappet af Cyclops. One tager ud for at redde sin "lillebror", som han kalder Denree, og bliver hjulpet af en ni-årig gadepige ved navn Miette (Judith Vittet). 
I filmen er der også et par af siamesiske tvillinger, kendt som blæksprutten, der har oplært gadebørnene til at stjæle for dem. Tvillingerne bliver irriterede over, at Miette hjælper One i stedet for fortsat at stjæle for dem, forsøger de at standse Miette og One. For at opnå dette, får de hjælp af deres tidligere chef (de arbejdede tidligere i et gadecirkus), der har trænet lopper til at stikke en gift, der gør folk voldelige, når de hører en bestemt melodi, ned i ofres hoveder.

## Eksterne links
- De fortabte børns by på Internet Movie Database (engelsk)
- De fortabte børns by på Filmdatabasen
- De fortabte børns by på Scope
- De fortabte børns by i Svensk Filmdatabas (svensk)
- De fortabte børns by på AlloCiné (fransk)
- De fortabte børns by på MovieMeter (nederlandsk)
- De fortabte børns by på AllMovie (engelsk)
- De fortabte børns by på Turner Classic Movies (engelsk)
- De fortabte børns by på The Movie Database (engelsk)
- De fortabte børns by på Rotten Tomatoes (engelsk)